# Lista över fornlämningar i Grästorps kommun
Lista över fornlämningar i Grästorps kommun är en förteckning av ett urval av de fornlämningar som finns i Grästorps kommun.

## Bjärby
| Namn          | Lämningstyp                 | Tillkomsttid | Historisk indelning   | Plats | Läge                 | ID-nr          | Bild                                      |
| ------------- | --------------------------- | ------------ | --------------------- | ----- | -------------------- | -------------- | ----------------------------------------- |
| Bjärby 3:1    | Runristning                 |              | Bjärby, Västergötland |       | 58.344715, 12.705806 | 10185500030001 | Ladda upp en till bild av detta fornminne |
| Bjärby 4:1    | Gravfält                    |              | Bjärby, Västergötland |       | 58.346506, 12.705986 | 10185500040001 | Ladda upp en bild av detta fornminne      |
| Bjärby 5:1    | Stensättning                |              | Bjärby, Västergötland |       | 58.346704, 12.692569 | 10185500050001 | Ladda upp en bild av detta fornminne      |
| Bjärby 5:2    | Stensättning                |              | Bjärby, Västergötland |       | 58.346851, 12.692219 | 10185500050002 | Ladda upp en bild av detta fornminne      |
| Bjärby 5:3    | Stensättning                |              | Bjärby, Västergötland |       | 58.346719, 12.692178 | 10185500050003 | Ladda upp en bild av detta fornminne      |
| Bjärby 5:4    | Stensättning                |              | Bjärby, Västergötland |       | 58.346559, 12.692167 | 10185500050004 | Ladda upp en bild av detta fornminne      |
| Bjärby 8:2    | Begravningsplats            |              | Bjärby, Västergötland |       | 58.358961, 12.719153 | 10185500080002 | Ladda upp en bild av detta fornminne      |
| Bjärby 10:1   | Stensättning                |              | Bjärby, Västergötland |       | 58.341330, 12.730788 | 10185500100001 | Ladda upp en bild av detta fornminne      |
| Bjärby 11:1   | Gravfält                    |              | Bjärby, Västergötland |       | 58.335105, 12.727025 | 10185500110001 | Ladda upp en bild av detta fornminne      |
| Bjärby 15:1   | Stensättning                |              | Bjärby, Västergötland |       | 58.337217, 12.716489 | 10185500150001 | Ladda upp en bild av detta fornminne      |
| Bjärby 16:1   | Runristning                 |              | Bjärby, Västergötland |       | 58.335211, 12.699855 | 10185500160001 | Ladda upp en till bild av detta fornminne |
| Bjärby 18:1   | Stensättning                |              | Bjärby, Västergötland |       | 58.327873, 12.708458 | 10185500180001 | Ladda upp en bild av detta fornminne      |
| Bjärby 19:1   | Stensättning                |              | Bjärby, Västergötland |       | 58.326144, 12.707077 | 10185500190001 | Ladda upp en bild av detta fornminne      |
| Bjärby 22:1   | Stensättning                |              | Bjärby, Västergötland |       | 58.323620, 12.704392 | 10185500220001 | Ladda upp en bild av detta fornminne      |
| Bjärby 23:1   | Stensättning                |              | Bjärby, Västergötland |       | 58.323984, 12.705603 | 10185500230001 | Ladda upp en bild av detta fornminne      |
| Bjärby 24:1   | Stensättning                |              | Bjärby, Västergötland |       | 58.341559, 12.731663 | 10185500240001 | Ladda upp en bild av detta fornminne      |
| Bjärby 25:1   | Gravfält                    |              | Bjärby, Västergötland |       | 58.336156, 12.711274 | 10185500250001 | Ladda upp en bild av detta fornminne      |
| Bjärby 26:1   | Stensättning                |              | Bjärby, Västergötland |       | 58.332624, 12.724031 | 10185500260001 | Ladda upp en bild av detta fornminne      |
| Bjärby 29:1   | Stensättning                |              | Bjärby, Västergötland |       | 58.358535, 12.706025 | 10185500290001 | Ladda upp en bild av detta fornminne      |
| Bjärby 30:1   | Stensättning                |              | Bjärby, Västergötland |       | 58.354957, 12.703434 | 10185500300001 | Ladda upp en bild av detta fornminne      |
| Bjärby 32:1   | Stensättning                |              | Bjärby, Västergötland |       | 58.353916, 12.708797 | 10185500320001 | Ladda upp en bild av detta fornminne      |
| Bjärby 33:1   | Stensättning                |              | Bjärby, Västergötland |       | 58.341161, 12.723746 | 10185500330001 | Ladda upp en bild av detta fornminne      |
| Bjärby 34:1   | Stensättning                |              | Bjärby, Västergötland |       | 58.340928, 12.726261 | 10185500340001 | Ladda upp en bild av detta fornminne      |
| Bjärby 37:1   | Stensättning                |              | Bjärby, Västergötland |       | 58.329797, 12.715917 | 10185500370001 | Ladda upp en bild av detta fornminne      |
| Bjärby 38:1   | Hällristning                |              | Bjärby, Västergötland |       | 58.326083, 12.704766 | 10185500380001 | Ladda upp en bild av detta fornminne      |
| Bjärby 39:1   | Hällristning                |              | Bjärby, Västergötland |       | 58.318519, 12.706219 | 10185500390001 | Ladda upp en bild av detta fornminne      |
| Bjärby 50:1   | Grav markerad av sten/block |              | Bjärby, Västergötland |       | 58.350765, 12.747565 | 10185500500001 | Ladda upp en bild av detta fornminne      |
| Bjärby 50:2   | Stensättning                |              | Bjärby, Västergötland |       | 58.350929, 12.748392 | 10185500500002 | Ladda upp en bild av detta fornminne      |
| Bjärby 51:1   | Hällristning                |              | Bjärby, Västergötland |       | 58.346226, 12.758337 | 10185500510001 | Ladda upp en bild av detta fornminne      |
| Bjärby 53:1   | Hällristning                |              | Bjärby, Västergötland |       | 58.317812, 12.703997 | 10185500530001 | Ladda upp en bild av detta fornminne      |
| Flakeberg 5:1 | Stensättning                |              | Bjärby, Västergötland |       | 58.335802, 12.733225 | 10188900050001 | Ladda upp en bild av detta fornminne      |

## Flakeberg
| Namn           | Lämningstyp  | Tillkomsttid | Historisk indelning      | Plats | Läge                 | ID-nr          | Bild                                 |
| -------------- | ------------ | ------------ | ------------------------ | ----- | -------------------- | -------------- | ------------------------------------ |
| Flakeberg 1:1  | Stensättning |              | Flakeberg, Västergötland |       | 58.319384, 12.784140 | 10188900010001 | Ladda upp en bild av detta fornminne |
| Flakeberg 2:1  | Stensättning |              | Flakeberg, Västergötland |       | 58.321388, 12.776739 | 10188900020001 | Ladda upp en bild av detta fornminne |
| Flakeberg 2:2  | Stensättning |              | Flakeberg, Västergötland |       | 58.321335, 12.776453 | 10188900020002 | Ladda upp en bild av detta fornminne |
| Flakeberg 5:2  | Stensättning |              | Flakeberg, Västergötland |       | 58.335811, 12.733467 | 10188900050002 | Ladda upp en bild av detta fornminne |
| Flakeberg 9:1  | Gravfält     |              | Flakeberg, Västergötland |       | 58.320291, 12.751777 | 10188900090001 | Ladda upp en bild av detta fornminne |
| Flakeberg 10:1 | Stensättning |              | Flakeberg, Västergötland |       | 58.320164, 12.749742 | 10188900100001 | Ladda upp en bild av detta fornminne |
| Flakeberg 11:1 | Stensättning |              | Flakeberg, Västergötland |       | 58.321105, 12.749895 | 10188900110001 | Ladda upp en bild av detta fornminne |
| Flakeberg 11:2 | Stensättning |              | Flakeberg, Västergötland |       | 58.321027, 12.749772 | 10188900110002 | Ladda upp en bild av detta fornminne |
| Flakeberg 12:1 | Stensättning |              | Flakeberg, Västergötland |       | 58.321054, 12.750579 | 10188900120001 | Ladda upp en bild av detta fornminne |
| Flakeberg 14:1 | Röse         |              | Flakeberg, Västergötland |       | 58.317759, 12.727325 | 10188900140001 | Ladda upp en bild av detta fornminne |
| Flakeberg 15:1 | Hällristning |              | Flakeberg, Västergötland |       | 58.325822, 12.750864 | 10188900150001 | Ladda upp en bild av detta fornminne |
| Flakeberg 15:2 | Hällristning |              | Flakeberg, Västergötland |       | 58.325801, 12.751057 | 10188900150002 | Ladda upp en bild av detta fornminne |
| Flakeberg 15:3 | Hällristning |              | Flakeberg, Västergötland |       | 58.325692, 12.750987 | 10188900150003 | Ladda upp en bild av detta fornminne |
| Flakeberg 20:1 | Hällristning |              | Flakeberg, Västergötland |       | 58.328732, 12.747063 | 10188900200001 | Ladda upp en bild av detta fornminne |
| Flakeberg 21:1 | Hällristning |              | Flakeberg, Västergötland |       | 58.328339, 12.748767 | 10188900210001 | Ladda upp en bild av detta fornminne |
| Flakeberg 22:1 | Hällristning |              | Flakeberg, Västergötland |       | 58.328685, 12.751207 | 10188900220001 | Ladda upp en bild av detta fornminne |
| Flakeberg 24:1 | Hällristning |              | Flakeberg, Västergötland |       | 58.332595, 12.753161 | 10188900240001 | Ladda upp en bild av detta fornminne |
| Flakeberg 29:1 | Hällristning |              | Flakeberg, Västergötland |       | 58.341286, 12.766307 | 10188900290001 | Ladda upp en bild av detta fornminne |
| Flakeberg 30:1 | Stensättning |              | Flakeberg, Västergötland |       | 58.324441, 12.790831 | 10188900300001 | Ladda upp en bild av detta fornminne |
| Flakeberg 33:1 | Hällristning |              | Flakeberg, Västergötland |       | 58.320541, 12.769184 | 10188900330001 | Ladda upp en bild av detta fornminne |
| Flakeberg 34:1 | Hällristning |              | Flakeberg, Västergötland |       | 58.319447, 12.764707 | 10188900340001 | Ladda upp en bild av detta fornminne |
| Flakeberg 36:1 | Hällristning |              | Flakeberg, Västergötland |       | 58.355303, 12.780475 | 10188900360001 | Ladda upp en bild av detta fornminne |

## Flo
| Namn                     | Lämningstyp                 | Tillkomsttid | Historisk indelning | Plats | Läge                 | ID-nr          | Bild                                 |
| ------------------------ | --------------------------- | ------------ | ------------------- | ----- | -------------------- | -------------- | ------------------------------------ |
| Flo 3:1                  | Runristning                 |              | Flo, Västergötland  |       | 58.323081, 12.538767 | 10189100030001 | Ladda upp en bild av detta fornminne |
| Flo 9:1                  | Grav markerad av sten/block |              | Flo, Västergötland  |       | 58.335306, 12.567656 | 10189100090001 | Ladda upp en bild av detta fornminne |
| Flo 10:1                 | Runristning                 |              | Flo, Västergötland  |       | 58.335097, 12.567673 | 10189100100001 | Ladda upp en bild av detta fornminne |
| Flo 11:1                 | Minnesmärke                 |              | Flo, Västergötland  |       | 58.341825, 12.549582 | 10189100110001 | Ladda upp en bild av detta fornminne |
| Kungakullarna (Flo 13:1) | Gravfält                    |              | Flo, Västergötland  |       | 58.344076, 12.637017 | 10189100130001 | Ladda upp en bild av detta fornminne |
| Flo 25:1                 | Gravfält                    |              | Flo, Västergötland  |       | 58.344335, 12.635535 | 10189100250001 | Ladda upp en bild av detta fornminne |
| Flo 26:1                 | Hög                         |              | Flo, Västergötland  |       | 58.343024, 12.636105 | 10189100260001 | Ladda upp en bild av detta fornminne |
| Flo 26:2                 | Hällristning                |              | Flo, Västergötland  |       | 58.342834, 12.635854 | 10189100260002 | Ladda upp en bild av detta fornminne |
| Flo 27:1                 | Stensättning                |              | Flo, Västergötland  |       | 58.341801, 12.636812 | 10189100270001 | Ladda upp en bild av detta fornminne |
| Flo 27:2                 | Stensättning                |              | Flo, Västergötland  |       | 58.341810, 12.637061 | 10189100270002 | Ladda upp en bild av detta fornminne |
| Flo 27:3                 | Stensättning                |              | Flo, Västergötland  |       | 58.342014, 12.637284 | 10189100270003 | Ladda upp en bild av detta fornminne |
| Flo 28:1                 | Stensättning                |              | Flo, Västergötland  |       | 58.338136, 12.638197 | 10189100280001 | Ladda upp en bild av detta fornminne |
| Flo 32:1                 | Stensättning                |              | Flo, Västergötland  |       | 58.326747, 12.618818 | 10189100320001 | Ladda upp en bild av detta fornminne |
| Flo 34:1                 | Stensättning                |              | Flo, Västergötland  |       | 58.319946, 12.601197 | 10189100340001 | Ladda upp en bild av detta fornminne |
| Flo 35:1                 | Stenkammargrav              |              | Flo, Västergötland  |       | 58.306102, 12.591362 | 10189100350001 | Ladda upp en bild av detta fornminne |
| Flo 40:1                 | Stensättning                |              | Flo, Västergötland  |       | 58.303016, 12.565816 | 10189100400001 | Ladda upp en bild av detta fornminne |
| Flo 43:1                 | Stensättning                |              | Flo, Västergötland  |       | 58.332324, 12.621394 | 10189100430001 | Ladda upp en bild av detta fornminne |
| Flo 44:1                 | Stensättning                |              | Flo, Västergötland  |       | 58.334876, 12.623557 | 10189100440001 | Ladda upp en bild av detta fornminne |
| Flo 65:1                 | Hällristning                |              | Flo, Västergötland  |       | 58.344847, 12.617135 | 10189100650001 | Ladda upp en bild av detta fornminne |
| Flo 66:1                 | Hällristning                |              | Flo, Västergötland  |       | 58.335402, 12.617721 | 10189100660001 | Ladda upp en bild av detta fornminne |
| Flo 67:1                 | Hällristning                |              | Flo, Västergötland  |       | 58.334994, 12.618122 | 10189100670001 | Ladda upp en bild av detta fornminne |
| Flo 69:1                 | Stensättning                |              | Flo, Västergötland  |       | 58.336557, 12.638852 | 10189100690001 | Ladda upp en bild av detta fornminne |
| Flo 72:1                 | Stensättning                |              | Flo, Västergötland  |       | 58.329445, 12.637650 | 10189100720001 | Ladda upp en bild av detta fornminne |
| Flo 73:1                 | Stensättning                |              | Flo, Västergötland  |       | 58.325991, 12.638724 | 10189100730001 | Ladda upp en bild av detta fornminne |
| Flo 73:2                 | Stensättning                |              | Flo, Västergötland  |       | 58.326061, 12.638316 | 10189100730002 | Ladda upp en bild av detta fornminne |
| Flo 73:3                 | Stensättning                |              | Flo, Västergötland  |       | 58.326231, 12.638207 | 10189100730003 | Ladda upp en bild av detta fornminne |
| Flo 76:1                 | Stensättning                |              | Flo, Västergötland  |       | 58.315993, 12.578687 | 10189100760001 | Ladda upp en bild av detta fornminne |
| Flo 77:1                 | Stensättning                |              | Flo, Västergötland  |       | 58.329646, 12.627985 | 10189100770001 | Ladda upp en bild av detta fornminne |
| Flo 78:1                 | Stensättning                |              | Flo, Västergötland  |       | 58.307633, 12.582017 | 10189100780001 | Ladda upp en bild av detta fornminne |
| Flo 90:1                 | Hällristning                |              | Flo, Västergötland  |       | 58.338323, 12.616122 | 10189100900001 | Ladda upp en bild av detta fornminne |
| Flo 92:1                 | Stensättning                |              | Flo, Västergötland  |       | 58.350720, 12.515643 | 10189100920001 | Ladda upp en bild av detta fornminne |
| Flo 93:1                 | Stensättning                |              | Flo, Västergötland  |       | 58.343589, 12.521299 | 10189100930001 | Ladda upp en bild av detta fornminne |
| Flo 95:1                 | Stensättning                |              | Flo, Västergötland  |       | 58.325845, 12.536227 | 10189100950001 | Ladda upp en bild av detta fornminne |
| Flo 102:1                | Stensättning                |              | Flo, Västergötland  |       | 58.308710, 12.558938 | 10189101020001 | Ladda upp en bild av detta fornminne |

## Grästorp
| Namn         | Lämningstyp  | Tillkomsttid | Historisk indelning     | Plats | Läge                 | ID-nr          | Bild                                      |
| ------------ | ------------ | ------------ | ----------------------- | ----- | -------------------- | -------------- | ----------------------------------------- |
| Grästorp 1:1 | Hällristning |              | Grästorp, Västergötland |       | 58.340855, 12.670336 | 10191000010001 | Ladda upp en bild av detta fornminne      |
| Grästorp 1:2 | Hällristning |              | Grästorp, Västergötland |       | 58.340973, 12.670323 | 10191000010002 | Ladda upp en bild av detta fornminne      |
| Grästorp 4:1 | Gravfält     |              | Grästorp, Västergötland |       | 58.337637, 12.689369 | 10191000040001 | Ladda upp en bild av detta fornminne      |
| Grästorp 5:1 | Gravfält     |              | Grästorp, Västergötland |       | 58.335996, 12.690772 | 10191000050001 | Ladda upp en bild av detta fornminne      |
| Grästorp 5:2 | Runristning  |              | Grästorp, Västergötland |       | 58.335576, 12.690927 | 10191000050002 | Ladda upp en till bild av detta fornminne |
| Grästorp 6:1 | Hög          |              | Grästorp, Västergötland |       | 58.340865, 12.688498 | 10191000060001 | Ladda upp en bild av detta fornminne      |
| Grästorp 6:2 | Stensättning |              | Grästorp, Västergötland |       | 58.341028, 12.688639 | 10191000060002 | Ladda upp en bild av detta fornminne      |

## Hyringa
| Namn                            | Lämningstyp                 | Tillkomsttid | Historisk indelning    | Plats | Läge                 | ID-nr          | Bild                                 |
| ------------------------------- | --------------------------- | ------------ | ---------------------- | ----- | -------------------- | -------------- | ------------------------------------ |
| Hyringa 4:1                     | Stensättning                |              | Hyringa, Västergötland |       | 58.318051, 12.783246 | 10193200040001 | Ladda upp en bild av detta fornminne |
| Hyringa 5:1                     | Stensättning                |              | Hyringa, Västergötland |       | 58.295826, 12.770155 | 10193200050001 | Ladda upp en bild av detta fornminne |
| Hyringa 6:1                     | Stensättning                |              | Hyringa, Västergötland |       | 58.285672, 12.800431 | 10193200060001 | Ladda upp en bild av detta fornminne |
| Hyringa 7:1                     | Stenkammargrav              |              | Hyringa, Västergötland |       | 58.295374, 12.806881 | 10193200070001 | Ladda upp en bild av detta fornminne |
| Hyringa 8:1                     | Stensättning                |              | Hyringa, Västergötland |       | 58.293626, 12.796232 | 10193200080001 | Ladda upp en bild av detta fornminne |
| Lerum gamla tomt (Hyringa 10:1) | Husgrund, historisk tid     |              | Hyringa, Västergötland |       | 58.290087, 12.797302 | 10193200100001 | Ladda upp en bild av detta fornminne |
| Hyringa 15:1                    | Stenkammargrav              |              | Hyringa, Västergötland |       | 58.319462, 12.720766 | 10193200150001 | Ladda upp en bild av detta fornminne |
| Hyringa 16:1                    | Begravningsplats            |              | Hyringa, Västergötland |       | 58.292874, 12.768168 | 10193200160001 | Ladda upp en bild av detta fornminne |
| Hyringa 17:1                    | Runristning                 |              | Hyringa, Västergötland |       | 58.292704, 12.768471 | 10193200170001 | Ladda upp en bild av detta fornminne |
| Hyringa 17:2                    | Hällristning                |              | Hyringa, Västergötland |       | 58.292675, 12.768228 | 10193200170002 | Ladda upp en bild av detta fornminne |
| Hyringa 18:1                    | Stensättning                |              | Hyringa, Västergötland |       | 58.290029, 12.766053 | 10193200180001 | Ladda upp en bild av detta fornminne |
| Hyringa 18:2                    | Stensättning                |              | Hyringa, Västergötland |       | 58.290169, 12.766156 | 10193200180002 | Ladda upp en bild av detta fornminne |
| Hyringa 18:3                    | Stensättning                |              | Hyringa, Västergötland |       | 58.289717, 12.765790 | 10193200180003 | Ladda upp en bild av detta fornminne |
| Ulveståra Toppen (Hyringa 21:1) | Hög                         |              | Hyringa, Västergötland |       | 58.309090, 12.762087 | 10193200210001 | Ladda upp en bild av detta fornminne |
| Hyringa 24:1                    | Stensättning                |              | Hyringa, Västergötland |       | 58.297992, 12.756811 | 10193200240001 | Ladda upp en bild av detta fornminne |
| Hyringa 25:1                    | Stensättning                |              | Hyringa, Västergötland |       | 58.297051, 12.757307 | 10193200250001 | Ladda upp en bild av detta fornminne |
| Hyringa 25:2                    | Stensättning                |              | Hyringa, Västergötland |       | 58.297061, 12.756996 | 10193200250002 | Ladda upp en bild av detta fornminne |
| Hyringa 25:3                    | Stensättning                |              | Hyringa, Västergötland |       | 58.296909, 12.757303 | 10193200250003 | Ladda upp en bild av detta fornminne |
| Hyringa 28:1                    | Grav markerad av sten/block |              | Hyringa, Västergötland |       | 58.299888, 12.728351 | 10193200280001 | Ladda upp en bild av detta fornminne |
| Hyringa 30:2                    | Stensättning                |              | Hyringa, Västergötland |       | 58.285077, 12.789272 | 10193200300002 | Ladda upp en bild av detta fornminne |
| Hyringa 31:1                    | Hällristning                |              | Hyringa, Västergötland |       | 58.295112, 12.770163 | 10193200310001 | Ladda upp en bild av detta fornminne |
| Hyringa 32:1                    | Hällristning                |              | Hyringa, Västergötland |       | 58.291245, 12.766194 | 10193200320001 | Ladda upp en bild av detta fornminne |
| Hyringa 32:2                    | Hällristning                |              | Hyringa, Västergötland |       | 58.291244, 12.766330 | 10193200320002 | Ladda upp en bild av detta fornminne |
| Hyringa 34:1                    | Stensättning                |              | Hyringa, Västergötland |       | 58.288815, 12.821347 | 10193200340001 | Ladda upp en bild av detta fornminne |
| Hyringa 34:2                    | Stensättning                |              | Hyringa, Västergötland |       | 58.289043, 12.821420 | 10193200340002 | Ladda upp en bild av detta fornminne |

## Håle
| Namn      | Lämningstyp      | Tillkomsttid | Historisk indelning | Plats | Läge                 | ID-nr          | Bild                                      |
| --------- | ---------------- | ------------ | ------------------- | ----- | -------------------- | -------------- | ----------------------------------------- |
| Håle 3:2  | Stenkrets        |              | Håle, Västergötland |       | 58.386320, 12.814321 | 10193400030002 | Ladda upp en bild av detta fornminne      |
| Håle 8:1  | Stenkrets        |              | Håle, Västergötland |       | 58.386040, 12.762027 | 10193400080001 | Ladda upp en bild av detta fornminne      |
| Håle 14:1 | Begravningsplats |              | Håle, Västergötland |       | 58.379868, 12.784888 | 10193400140001 | Ladda upp en till bild av detta fornminne |
| Håle 14:2 | Runristning      |              | Håle, Västergötland |       | 58.379954, 12.784797 | 10193400140002 | Ladda upp en bild av detta fornminne      |
| Håle 14:3 | Runristning      |              | Håle, Västergötland |       | 58.379894, 12.784805 | 10193400140003 | Ladda upp en bild av detta fornminne      |
| Håle 22:1 | Hällristning     |              | Håle, Västergötland |       | 58.357927, 12.756160 | 10193400220001 | Ladda upp en bild av detta fornminne      |
| Håle 27:1 | Stenkrets        |              | Håle, Västergötland |       | 58.374655, 12.773714 | 10193400270001 | Ladda upp en bild av detta fornminne      |
| Håle 35:1 | Hällristning     |              | Håle, Västergötland |       | 58.371547, 12.789363 | 10193400350001 | Ladda upp en bild av detta fornminne      |
| Håle 36:1 | Stensättning     |              | Håle, Västergötland |       | 58.369051, 12.783597 | 10193400360001 | Ladda upp en bild av detta fornminne      |

## Längnum
| Namn        | Lämningstyp | Tillkomsttid | Historisk indelning    | Plats | Läge                 | ID-nr          | Bild                                 |
| ----------- | ----------- | ------------ | ---------------------- | ----- | -------------------- | -------------- | ------------------------------------ |
| Längnum 5:1 | Gravfält    |              | Längnum, Västergötland |       | 58.278951, 12.728162 | 10198300050001 | Ladda upp en bild av detta fornminne |

## Sal
| Namn    | Lämningstyp | Tillkomsttid | Historisk indelning | Plats | Läge                 | ID-nr          | Bild                                      |
| ------- | ----------- | ------------ | ------------------- | ----- | -------------------- | -------------- | ----------------------------------------- |
| Sal 1:1 | Runristning |              | Sal, Västergötland  |       | 58.360215, 12.630249 | 10201500010001 | Ladda upp en till bild av detta fornminne |

## Särestad
| Namn                       | Lämningstyp  | Tillkomsttid | Historisk indelning     | Plats | Läge                 | ID-nr          | Bild                                 |
| -------------------------- | ------------ | ------------ | ----------------------- | ----- | -------------------- | -------------- | ------------------------------------ |
| Särestad 1:1               | Hällristning |              | Särestad, Västergötland |       | 58.391924, 12.709034 | 10204400010001 | Ladda upp en bild av detta fornminne |
| Sotekullen (Särestad 2:1)  | Hällristning |              | Särestad, Västergötland |       | 58.386470, 12.703428 | 10204400020001 | Ladda upp en bild av detta fornminne |
| Särestad 3:1               | Hög          |              | Särestad, Västergötland |       | 58.384164, 12.723453 | 10204400030001 | Ladda upp en bild av detta fornminne |
| Särestad 5:1               | Hällristning |              | Särestad, Västergötland |       | 58.375959, 12.721302 | 10204400050001 | Ladda upp en bild av detta fornminne |
| Särestad 5:2               | Hällristning |              | Särestad, Västergötland |       | 58.376356, 12.721304 | 10204400050002 | Ladda upp en bild av detta fornminne |
| Särestad 5:3               | Hällristning |              | Särestad, Västergötland |       | 58.376751, 12.721940 | 10204400050003 | Ladda upp en bild av detta fornminne |
| Kölle-hötta (Särestad 6:1) | Hög          |              | Särestad, Västergötland |       | 58.374863, 12.724924 | 10204400060001 | Ladda upp en bild av detta fornminne |
| Kölle-hötta (Särestad 6:2) | Stensättning |              | Särestad, Västergötland |       | 58.374828, 12.725874 | 10204400060002 | Ladda upp en bild av detta fornminne |
| Kölle-hötta (Särestad 6:4) | Stenkrets    |              | Särestad, Västergötland |       | 58.374862, 12.725252 | 10204400060004 | Ladda upp en bild av detta fornminne |
| Kölle-hötta (Särestad 6:5) | Stensättning |              | Särestad, Västergötland |       | 58.374977, 12.726076 | 10204400060005 | Ladda upp en bild av detta fornminne |
| Särestad 9:1               | Stensättning |              | Särestad, Västergötland |       | 58.378809, 12.702584 | 10204400090001 | Ladda upp en bild av detta fornminne |
| Särestad 11:1              | Hällristning |              | Särestad, Västergötland |       | 58.381518, 12.730855 | 10204400110001 | Ladda upp en bild av detta fornminne |
| Särestad 13:1              | Hällristning |              | Särestad, Västergötland |       | 58.392631, 12.736333 | 10204400130001 | Ladda upp en bild av detta fornminne |
| Särestad 13:2              | Hällristning |              | Särestad, Västergötland |       | 58.392594, 12.736239 | 10204400130002 | Ladda upp en bild av detta fornminne |
| Särestad 15:1              | Hällristning |              | Särestad, Västergötland |       | 58.390099, 12.732780 | 10204400150001 | Ladda upp en bild av detta fornminne |
| Särestad 16:1              | Hällristning |              | Särestad, Västergötland |       | 58.393104, 12.733179 | 10204400160001 | Ladda upp en bild av detta fornminne |
| Särestad 16:2              | Hällristning |              | Särestad, Västergötland |       | 58.393226, 12.733164 | 10204400160002 | Ladda upp en bild av detta fornminne |
| Särestad 20:1              | Hällristning |              | Särestad, Västergötland |       | 58.384773, 12.740456 | 10204400200001 | Ladda upp en bild av detta fornminne |
| Särestad 20:2              | Hällristning |              | Särestad, Västergötland |       | 58.384646, 12.740294 | 10204400200002 | Ladda upp en bild av detta fornminne |
| Särestad 20:3              | Stensättning |              | Särestad, Västergötland |       | 58.384965, 12.739694 | 10204400200003 | Ladda upp en bild av detta fornminne |
| Särestad 20:4              | Stensättning |              | Särestad, Västergötland |       | 58.385152, 12.739907 | 10204400200004 | Ladda upp en bild av detta fornminne |
| Särestad 21:1              | Runristning  |              | Särestad, Västergötland |       | 58.383316, 12.739561 | 10204400210001 | Ladda upp en bild av detta fornminne |
| Särestad 24:1              | Hög          |              | Särestad, Västergötland |       | 58.381714, 12.760538 | 10204400240001 | Ladda upp en bild av detta fornminne |
| Särestad 25:1              | Hög          |              | Särestad, Västergötland |       | 58.381739, 12.757360 | 10204400250001 | Ladda upp en bild av detta fornminne |
| Särestad 26:1              | Hög          |              | Särestad, Västergötland |       | 58.383853, 12.751674 | 10204400260001 | Ladda upp en bild av detta fornminne |
| Särestad 27:1              | Hög          |              | Särestad, Västergötland |       | 58.387566, 12.754037 | 10204400270001 | Ladda upp en bild av detta fornminne |
| Särestad 28:1              | Stensättning |              | Särestad, Västergötland |       | 58.387065, 12.754016 | 10204400280001 | Ladda upp en bild av detta fornminne |
| Särestad 30:1              | Hög          |              | Särestad, Västergötland |       | 58.386091, 12.748043 | 10204400300001 | Ladda upp en bild av detta fornminne |
| Särestad 31:1              | Gravfält     |              | Särestad, Västergötland |       | 58.384384, 12.733163 | 10204400310001 | Ladda upp en bild av detta fornminne |
| Särestad 34:1              | Hällristning |              | Särestad, Västergötland |       | 58.379975, 12.720056 | 10204400340001 | Ladda upp en bild av detta fornminne |
| Särestad 34:2              | Hällristning |              | Särestad, Västergötland |       | 58.379900, 12.720004 | 10204400340002 | Ladda upp en bild av detta fornminne |
| Särestad 34:3              | Hällristning |              | Särestad, Västergötland |       | 58.379787, 12.719922 | 10204400340003 | Ladda upp en bild av detta fornminne |
| Särestad 35:1              | Hällristning |              | Särestad, Västergötland |       | 58.379337, 12.723938 | 10204400350001 | Ladda upp en bild av detta fornminne |
| Särestad 37:1              | Hällristning |              | Särestad, Västergötland |       | 58.378659, 12.722904 | 10204400370001 | Ladda upp en bild av detta fornminne |
| Särestad 38:1              | Stensättning |              | Särestad, Västergötland |       | 58.385518, 12.724244 | 10204400380001 | Ladda upp en bild av detta fornminne |
| Särestad 40:1              | Stensättning |              | Särestad, Västergötland |       | 58.371158, 12.714158 | 10204400400001 | Ladda upp en bild av detta fornminne |
| Särestad 42:1              | Hällristning |              | Särestad, Västergötland |       | 58.368565, 12.692700 | 10204400420001 | Ladda upp en bild av detta fornminne |
| Särestad 43:1              | Stensättning |              | Särestad, Västergötland |       | 58.369769, 12.691195 | 10204400430001 | Ladda upp en bild av detta fornminne |
| Särestad 45:1              | Stensättning |              | Särestad, Västergötland |       | 58.381513, 12.709766 | 10204400450001 | Ladda upp en bild av detta fornminne |
| Särestad 46:1              | Hällristning |              | Särestad, Västergötland |       | 58.373301, 12.689438 | 10204400460001 | Ladda upp en bild av detta fornminne |
| Särestad 47:1              | Hällristning |              | Särestad, Västergötland |       | 58.383523, 12.711514 | 10204400470001 | Ladda upp en bild av detta fornminne |
| Särestad 48:1              | Hällristning |              | Särestad, Västergötland |       | 58.397328, 12.730207 | 10204400480001 | Ladda upp en bild av detta fornminne |
| Särestad 49:1              | Hällristning |              | Särestad, Västergötland |       | 58.399017, 12.727351 | 10204400490001 | Ladda upp en bild av detta fornminne |
| Särestad 49:2              | Hällristning |              | Särestad, Västergötland |       | 58.398982, 12.727210 | 10204400490002 | Ladda upp en bild av detta fornminne |
| Särestad 50:1              | Hällristning |              | Särestad, Västergötland |       | 58.397817, 12.727023 | 10204400500001 | Ladda upp en bild av detta fornminne |
| Särestad 54:1              | Hällristning |              | Särestad, Västergötland |       | 58.387368, 12.726626 | 10204400540001 | Ladda upp en bild av detta fornminne |
| Särestad 55:1              | Hällristning |              | Särestad, Västergötland |       | 58.386051, 12.726376 | 10204400550001 | Ladda upp en bild av detta fornminne |
| Särestad 56:1              | Hällristning |              | Särestad, Västergötland |       | 58.383826, 12.730793 | 10204400560001 | Ladda upp en bild av detta fornminne |
| Särestad 57:1              | Hällristning |              | Särestad, Västergötland |       | 58.385681, 12.739433 | 10204400570001 | Ladda upp en bild av detta fornminne |
| Särestad 58:1              | Hällristning |              | Särestad, Västergötland |       | 58.388824, 12.740668 | 10204400580001 | Ladda upp en bild av detta fornminne |
| Särestad 59:1              | Gravfält     |              | Särestad, Västergötland |       | 58.388036, 12.738654 | 10204400590001 | Ladda upp en bild av detta fornminne |
| Särestad 61:1              | Hällristning |              | Särestad, Västergötland |       | 58.389996, 12.736641 | 10204400610001 | Ladda upp en bild av detta fornminne |
| Särestad 62:1              | Hällristning |              | Särestad, Västergötland |       | 58.388458, 12.734585 | 10204400620001 | Ladda upp en bild av detta fornminne |
| Särestad 63:1              | Hällristning |              | Särestad, Västergötland |       | 58.393337, 12.736012 | 10204400630001 | Ladda upp en bild av detta fornminne |
| Särestad 70:1              | Stensättning |              | Särestad, Västergötland |       | 58.385086, 12.744118 | 10204400700001 | Ladda upp en bild av detta fornminne |
| Särestad 71:1              | Hällristning |              | Särestad, Västergötland |       | 58.382276, 12.750041 | 10204400710001 | Ladda upp en bild av detta fornminne |
| Särestad 72:1              | Hög          |              | Särestad, Västergötland |       | 58.390834, 12.761606 | 10204400720001 | Ladda upp en bild av detta fornminne |
| Särestad 75:1              | Hällristning |              | Särestad, Västergötland |       | 58.402650, 12.772167 | 10204400750001 | Ladda upp en bild av detta fornminne |
| Särestad 83:1              | Hällristning |              | Särestad, Västergötland |       | 58.359366, 12.753280 | 10204400830001 | Ladda upp en bild av detta fornminne |
| Särestad 84:1              | Stensättning |              | Särestad, Västergötland |       | 58.360652, 12.751691 | 10204400840001 | Ladda upp en bild av detta fornminne |
| Särestad 90:1              | Hög          |              | Särestad, Västergötland |       | 58.384485, 12.749716 | 10204400900001 | Ladda upp en bild av detta fornminne |

## Tengene
| Namn                             | Lämningstyp    | Tillkomsttid | Historisk indelning    | Plats | Läge                 | ID-nr          | Bild                                 |
| -------------------------------- | -------------- | ------------ | ---------------------- | ----- | -------------------- | -------------- | ------------------------------------ |
| Kung Brokes grav ? (Tengene 2:1) | Stensättning   |              | Tengene, Västergötland |       | 58.291531, 12.686983 | 10205500020001 | Ladda upp en bild av detta fornminne |
| Tengene 6:1                      | Stensättning   |              | Tengene, Västergötland |       | 58.302685, 12.705276 | 10205500060001 | Ladda upp en bild av detta fornminne |
| Tengene 9:1                      | Stensättning   |              | Tengene, Västergötland |       | 58.324024, 12.680011 | 10205500090001 | Ladda upp en bild av detta fornminne |
| Tengene 12:1                     | Stensättning   |              | Tengene, Västergötland |       | 58.285726, 12.599462 | 10205500120001 | Ladda upp en bild av detta fornminne |
| Tengene 12:2                     | Stensättning   |              | Tengene, Västergötland |       | 58.285952, 12.599516 | 10205500120002 | Ladda upp en bild av detta fornminne |
| Kung Knuts grav (Tengene 14:1)   | Stenkammargrav |              | Tengene, Västergötland |       | 58.302827, 12.659326 | 10205500140001 | Ladda upp en bild av detta fornminne |
| Tengene 21:1                     | Stensättning   |              | Tengene, Västergötland |       | 58.301128, 12.685957 | 10205500210001 | Ladda upp en bild av detta fornminne |
| Tengene 21:2                     | Stenkrets      |              | Tengene, Västergötland |       | 58.301301, 12.685730 | 10205500210002 | Ladda upp en bild av detta fornminne |
| Tengene 22:1                     | Gravfält       |              | Tengene, Västergötland |       | 58.298512, 12.688146 | 10205500220001 | Ladda upp en bild av detta fornminne |
| Tengene 23:1                     | Stensättning   |              | Tengene, Västergötland |       | 58.299412, 12.686675 | 10205500230001 | Ladda upp en bild av detta fornminne |
| Tengene 27:1                     | Stensättning   |              | Tengene, Västergötland |       | 58.324108, 12.684260 | 10205500270001 | Ladda upp en bild av detta fornminne |
| Tengene 28:1                     | Stensättning   |              | Tengene, Västergötland |       | 58.323124, 12.658472 | 10205500280001 | Ladda upp en bild av detta fornminne |
| Tengene 35:1                     | Hällristning   |              | Tengene, Västergötland |       | 58.314496, 12.659927 | 10205500350001 | Ladda upp en bild av detta fornminne |
| Tengene 42:1                     | Hällristning   |              | Tengene, Västergötland |       | 58.302917, 12.683216 | 10205500420001 | Ladda upp en bild av detta fornminne |
| Tengene 45:1                     | Hällristning   |              | Tengene, Västergötland |       | 58.303993, 12.692722 | 10205500450001 | Ladda upp en bild av detta fornminne |
| Tengene 48:1                     | Hällristning   |              | Tengene, Västergötland |       | 58.309024, 12.688873 | 10205500480001 | Ladda upp en bild av detta fornminne |
| Tengene 49:1                     | Stensättning   |              | Tengene, Västergötland |       | 58.303807, 12.707008 | 10205500490001 | Ladda upp en bild av detta fornminne |
| Tengene 54:1                     | Hällristning   |              | Tengene, Västergötland |       | 58.294245, 12.689911 | 10205500540001 | Ladda upp en bild av detta fornminne |
| Tengene 61:1                     | Stensättning   |              | Tengene, Västergötland |       | 58.291367, 12.688162 | 10205500610001 | Ladda upp en bild av detta fornminne |
| Tengene 62:1                     | Stensättning   |              | Tengene, Västergötland |       | 58.310741, 12.622343 | 10205500620001 | Ladda upp en bild av detta fornminne |
| Tengene 64:1                     | Stensättning   |              | Tengene, Västergötland |       | 58.312575, 12.622325 | 10205500640001 | Ladda upp en bild av detta fornminne |

## Trökörna
| Namn                              | Lämningstyp                 | Tillkomsttid | Historisk indelning     | Plats | Läge                 | ID-nr          | Bild                                 |
| --------------------------------- | --------------------------- | ------------ | ----------------------- | ----- | -------------------- | -------------- | ------------------------------------ |
| Trökörna 1:1                      | Stensättning                |              | Trökörna, Västergötland |       | 58.278466, 12.656469 | 10206800010001 | Ladda upp en bild av detta fornminne |
| Trökörna 2:1                      | Gravfält                    |              | Trökörna, Västergötland |       | 58.279040, 12.656875 | 10206800020001 | Ladda upp en bild av detta fornminne |
| Trökörna 3:1                      | Stensättning                |              | Trökörna, Västergötland |       | 58.281844, 12.657904 | 10206800030001 | Ladda upp en bild av detta fornminne |
| Trökörna 5:1                      | Hög                         |              | Trökörna, Västergötland |       | 58.285957, 12.659325 | 10206800050001 | Ladda upp en bild av detta fornminne |
| Trökörna 6:1                      | Gravfält                    |              | Trökörna, Västergötland |       | 58.285711, 12.660602 | 10206800060001 | Ladda upp en bild av detta fornminne |
| Trökörna 7:1                      | Stensättning                |              | Trökörna, Västergötland |       | 58.289110, 12.652365 | 10206800070001 | Ladda upp en bild av detta fornminne |
| Trökörna 8:1                      | Stensättning                |              | Trökörna, Västergötland |       | 58.280030, 12.642029 | 10206800080001 | Ladda upp en bild av detta fornminne |
| Trökörna 8:2                      | Stensättning                |              | Trökörna, Västergötland |       | 58.279916, 12.642043 | 10206800080002 | Ladda upp en bild av detta fornminne |
| Trökörna 8:3                      | Stensättning                |              | Trökörna, Västergötland |       | 58.279942, 12.641863 | 10206800080003 | Ladda upp en bild av detta fornminne |
| Trökörna 8:4                      | Stensättning                |              | Trökörna, Västergötland |       | 58.279986, 12.641713 | 10206800080004 | Ladda upp en bild av detta fornminne |
| Trökörna 9:1                      | Stensättning                |              | Trökörna, Västergötland |       | 58.282572, 12.642936 | 10206800090001 | Ladda upp en bild av detta fornminne |
| Trökörna 9:2                      | Grav markerad av sten/block |              | Trökörna, Västergötland |       | 58.282735, 12.642270 | 10206800090002 | Ladda upp en bild av detta fornminne |
| Trökörna 9:3                      | Stensättning                |              | Trökörna, Västergötland |       | 58.282919, 12.642649 | 10206800090003 | Ladda upp en bild av detta fornminne |
| Trökörna 10:1                     | Stenkammargrav              |              | Trökörna, Västergötland |       | 58.281728, 12.639944 | 10206800100001 | Ladda upp en bild av detta fornminne |
| Trökörna 11:1                     | Stensättning                |              | Trökörna, Västergötland |       | 58.271336, 12.636222 | 10206800110001 | Ladda upp en bild av detta fornminne |
| Trökörna 12:1                     | Stenkammargrav              |              | Trökörna, Västergötland |       | 58.284503, 12.636439 | 10206800120001 | Ladda upp en bild av detta fornminne |
| Trökörna 13:1                     | Stensättning                |              | Trökörna, Västergötland |       | 58.288825, 12.639325 | 10206800130001 | Ladda upp en bild av detta fornminne |
| Trökörna 14:1                     | Stensättning                |              | Trökörna, Västergötland |       | 58.287549, 12.637521 | 10206800140001 | Ladda upp en bild av detta fornminne |
| Herreldättekullen (Trökörna 16:1) | Stensättning                |              | Trökörna, Västergötland |       | 58.263763, 12.670870 | 10206800160001 | Ladda upp en bild av detta fornminne |
| Trökörna 18:1                     | Stensättning                |              | Trökörna, Västergötland |       | 58.271383, 12.646686 | 10206800180001 | Ladda upp en bild av detta fornminne |
| Trökörna 18:2                     | Stensättning                |              | Trökörna, Västergötland |       | 58.271469, 12.646804 | 10206800180002 | Ladda upp en bild av detta fornminne |
| Trökörna 18:3                     | Stensättning                |              | Trökörna, Västergötland |       | 58.271372, 12.646885 | 10206800180003 | Ladda upp en bild av detta fornminne |
| Trökörna 19:1                     | Stensättning                |              | Trökörna, Västergötland |       | 58.272614, 12.654458 | 10206800190001 | Ladda upp en bild av detta fornminne |
| Trökörna 20:1                     | Gravfält                    |              | Trökörna, Västergötland |       | 58.275600, 12.651133 | 10206800200001 | Ladda upp en bild av detta fornminne |
| Trökörna 21:1                     | Stensättning                |              | Trökörna, Västergötland |       | 58.269999, 12.656596 | 10206800210001 | Ladda upp en bild av detta fornminne |
| Trökörna 22:1                     | Stenkammargrav              |              | Trökörna, Västergötland |       | 58.254905, 12.588106 | 10206800220001 | Ladda upp en bild av detta fornminne |
| Trökörna 24:1                     | Stensättning                |              | Trökörna, Västergötland |       | 58.272422, 12.660786 | 10206800240001 | Ladda upp en bild av detta fornminne |
| Trökörna 25:1                     | Stenkrets                   |              | Trökörna, Västergötland |       | 58.272838, 12.660462 | 10206800250001 | Ladda upp en bild av detta fornminne |
| Trökörna 26:1                     | Stenkammargrav              |              | Trökörna, Västergötland |       | 58.253106, 12.606407 | 10206800260001 | Ladda upp en bild av detta fornminne |
| Trökörna 30:1                     | Stensättning                |              | Trökörna, Västergötland |       | 58.273702, 12.652078 | 10206800300001 | Ladda upp en bild av detta fornminne |

## Täng
| Namn                              | Lämningstyp                 | Tillkomsttid | Historisk indelning | Plats | Läge                 | ID-nr          | Bild                                 |
| --------------------------------- | --------------------------- | ------------ | ------------------- | ----- | -------------------- | -------------- | ------------------------------------ |
| Täng 1:3                          | Runristning                 |              | Täng, Västergötland |       | 58.400567, 12.811942 | 10207100010003 | Ladda upp en bild av detta fornminne |
| Täng 1:4                          | Runristning                 |              | Täng, Västergötland |       | 58.400693, 12.811924 | 10207100010004 | Ladda upp en bild av detta fornminne |
| Täng 2:1                          | Grav markerad av sten/block |              | Täng, Västergötland |       | 58.400095, 12.812776 | 10207100020001 | Ladda upp en bild av detta fornminne |
| Täng 2:2                          | Grav markerad av sten/block |              | Täng, Västergötland |       | 58.400187, 12.812585 | 10207100020002 | Ladda upp en bild av detta fornminne |
| Täng 5:1                          | Hällristning                |              | Täng, Västergötland |       | 58.398459, 12.812451 | 10207100050001 | Ladda upp en bild av detta fornminne |
| Täng 7:1                          | Hällristning                |              | Täng, Västergötland |       | 58.398493, 12.818435 | 10207100070001 | Ladda upp en bild av detta fornminne |
| Täng 10:1                         | Gravfält                    |              | Täng, Västergötland |       | 58.403194, 12.827765 | 10207100100001 | Ladda upp en bild av detta fornminne |
| Bägaren och supglaset (Täng 12:1) | Hällristning                |              | Täng, Västergötland |       | 58.394554, 12.839506 | 10207100120001 | Ladda upp en bild av detta fornminne |
| Täng 14:1                         | Hög                         |              | Täng, Västergötland |       | 58.390601, 12.839754 | 10207100140001 | Ladda upp en bild av detta fornminne |
| Täng 14:2                         | Stensättning                |              | Täng, Västergötland |       | 58.390495, 12.839610 | 10207100140002 | Ladda upp en bild av detta fornminne |
| Täng 14:3                         | Stensättning                |              | Täng, Västergötland |       | 58.390408, 12.839498 | 10207100140003 | Ladda upp en bild av detta fornminne |
| Täng 17:1                         | Stensättning                |              | Täng, Västergötland |       | 58.386571, 12.836958 | 10207100170001 | Ladda upp en bild av detta fornminne |
| Täng 17:2                         | Stensättning                |              | Täng, Västergötland |       | 58.386549, 12.836745 | 10207100170002 | Ladda upp en bild av detta fornminne |
| Täng 19:1                         | Stensättning                |              | Täng, Västergötland |       | 58.387270, 12.834053 | 10207100190001 | Ladda upp en bild av detta fornminne |
| Täng 34:1                         | Gravfält                    |              | Täng, Västergötland |       | 58.403619, 12.803674 | 10207100340001 | Ladda upp en bild av detta fornminne |
| Täng 40:1                         | Stensättning                |              | Täng, Västergötland |       | 58.404328, 12.792630 | 10207100400001 | Ladda upp en bild av detta fornminne |
| Täng 41:1                         | Hög                         |              | Täng, Västergötland |       | 58.409399, 12.790748 | 10207100410001 | Ladda upp en bild av detta fornminne |
| Täng 42:1                         | Stenkrets                   |              | Täng, Västergötland |       | 58.407444, 12.794875 | 10207100420001 | Ladda upp en bild av detta fornminne |
| Täng 42:2                         | Stensättning                |              | Täng, Västergötland |       | 58.407338, 12.795022 | 10207100420002 | Ladda upp en bild av detta fornminne |
| Täng 42:3                         | Grav markerad av sten/block |              | Täng, Västergötland |       | 58.407231, 12.795163 | 10207100420003 | Ladda upp en bild av detta fornminne |
| Täng 45:1                         | Stensättning                |              | Täng, Västergötland |       | 58.406660, 12.798013 | 10207100450001 | Ladda upp en bild av detta fornminne |
| Täng 46:1                         | Hällristning                |              | Täng, Västergötland |       | 58.407916, 12.803605 | 10207100460001 | Ladda upp en bild av detta fornminne |
| Täng 47:1                         | Stensättning                |              | Täng, Västergötland |       | 58.406389, 12.799390 | 10207100470001 | Ladda upp en bild av detta fornminne |
| Täng 47:2                         | Stensättning                |              | Täng, Västergötland |       | 58.406268, 12.798861 | 10207100470002 | Ladda upp en bild av detta fornminne |
| Täng 49:1                         | Hällristning                |              | Täng, Västergötland |       | 58.404332, 12.816010 | 10207100490001 | Ladda upp en bild av detta fornminne |
| Täng 50:1                         | Stensättning                |              | Täng, Västergötland |       | 58.403263, 12.811183 | 10207100500001 | Ladda upp en bild av detta fornminne |
| Täng 50:2                         | Hällristning                |              | Täng, Västergötland |       | 58.403333, 12.811343 | 10207100500002 | Ladda upp en bild av detta fornminne |
| Täng 53:1                         | Hällristning                |              | Täng, Västergötland |       | 58.397414, 12.788943 | 10207100530001 | Ladda upp en bild av detta fornminne |
| Täng 54:1                         | Gravfält                    |              | Täng, Västergötland |       | 58.398086, 12.791933 | 10207100540001 | Ladda upp en bild av detta fornminne |
| Täng 55:1                         | Stensättning                |              | Täng, Västergötland |       | 58.398855, 12.788813 | 10207100550001 | Ladda upp en bild av detta fornminne |
| Täng 55:2                         | Stensättning                |              | Täng, Västergötland |       | 58.399139, 12.788554 | 10207100550002 | Ladda upp en bild av detta fornminne |
| Täng 57:1                         | Hällristning                |              | Täng, Västergötland |       | 58.395083, 12.794894 | 10207100570001 | Ladda upp en bild av detta fornminne |
| Täng 61:1                         | Stensättning                |              | Täng, Västergötland |       | 58.416773, 12.811854 | 10207100610001 | Ladda upp en bild av detta fornminne |
| Täng 73:1                         | Hög                         |              | Täng, Västergötland |       | 58.387288, 12.815245 | 10207100730001 | Ladda upp en bild av detta fornminne |
| Täng 73:2                         | Stensättning                |              | Täng, Västergötland |       | 58.387735, 12.814523 | 10207100730002 | Ladda upp en bild av detta fornminne |
| Täng 73:3                         | Stensättning                |              | Täng, Västergötland |       | 58.387556, 12.814772 | 10207100730003 | Ladda upp en bild av detta fornminne |
| Täng 88:1                         | Gravfält                    |              | Täng, Västergötland |       | 58.400013, 12.820412 | 10207100880001 | Ladda upp en bild av detta fornminne |
| Täng 89:1                         | Hög                         |              | Täng, Västergötland |       | 58.400696, 12.820673 | 10207100890001 | Ladda upp en bild av detta fornminne |
| Täng 89:2                         | Stensättning                |              | Täng, Västergötland |       | 58.400705, 12.821049 | 10207100890002 | Ladda upp en bild av detta fornminne |
| Täng 89:3                         | Stensättning                |              | Täng, Västergötland |       | 58.400587, 12.820994 | 10207100890003 | Ladda upp en bild av detta fornminne |

## Ås
| Namn               | Lämningstyp  | Tillkomsttid | Historisk indelning | Plats    | Läge                 | ID-nr          | Bild                                      |
| ------------------ | ------------ | ------------ | ------------------- | -------- | -------------------- | -------------- | ----------------------------------------- |
| Ås 5:1             | Stensättning |              | Ås, Västergötland   |          | 58.370262, 12.682994 | 10210300050001 | Ladda upp en bild av detta fornminne      |
| Ås 5:2             | Stensättning |              | Ås, Västergötland   |          | 58.370089, 12.682955 | 10210300050002 | Ladda upp en bild av detta fornminne      |
| Ås 5:3             | Stensättning |              | Ås, Västergötland   |          | 58.370068, 12.683243 | 10210300050003 | Ladda upp en bild av detta fornminne      |
| Ås 7:1             | Hög          |              | Ås, Västergötland   |          | 58.374084, 12.660461 | 10210300070001 | Ladda upp en bild av detta fornminne      |
| Vg 112 (Ås 8:1)    | Runristning  |              | Ås, Västergötland   | Ås kyrka | 58.374126, 12.660664 | 10210300080001 | Ladda upp en till bild av detta fornminne |
| Ås 10:1            | Hällristning |              | Ås, Västergötland   |          | 58.369756, 12.648858 | 10210300100001 | Ladda upp en bild av detta fornminne      |
| Ås 10:2            | Hällristning |              | Ås, Västergötland   |          | 58.369803, 12.649066 | 10210300100002 | Ladda upp en bild av detta fornminne      |
| Ås 16:2            | Hällristning |              | Ås, Västergötland   |          | 58.342911, 12.670098 | 10210300160002 | Ladda upp en bild av detta fornminne      |
| Ås 17:1            | Stensättning |              | Ås, Västergötland   |          | 58.348678, 12.671618 | 10210300170001 | Ladda upp en bild av detta fornminne      |
| Ås 18:1            | Stensättning |              | Ås, Västergötland   |          | 58.354184, 12.680338 | 10210300180001 | Ladda upp en bild av detta fornminne      |
| Ås 30:1            | Stensättning |              | Ås, Västergötland   |          | 58.357118, 12.689096 | 10210300300001 | Ladda upp en bild av detta fornminne      |
| Ås 30:2            | Stensättning |              | Ås, Västergötland   |          | 58.357033, 12.688962 | 10210300300002 | Ladda upp en bild av detta fornminne      |
| Ås 30:3            | Stensättning |              | Ås, Västergötland   |          | 58.357005, 12.689183 | 10210300300003 | Ladda upp en bild av detta fornminne      |
| Ås 30:4            | Stensättning |              | Ås, Västergötland   |          | 58.356942, 12.688826 | 10210300300004 | Ladda upp en bild av detta fornminne      |
| Sarelund (Ås 32:1) | Stensättning |              | Ås, Västergötland   |          | 58.349495, 12.655942 | 10210300320001 | Ladda upp en bild av detta fornminne      |
| Ås 33:1            | Stensättning |              | Ås, Västergötland   |          | 58.353382, 12.671013 | 10210300330001 | Ladda upp en bild av detta fornminne      |
| Ås 33:2            | Hällristning |              | Ås, Västergötland   |          | 58.353250, 12.670975 | 10210300330002 | Ladda upp en bild av detta fornminne      |
| Ås 34:1            | Stensättning |              | Ås, Västergötland   |          | 58.351992, 12.672039 | 10210300340001 | Ladda upp en bild av detta fornminne      |
| Ås 35:1            | Stensättning |              | Ås, Västergötland   |          | 58.351046, 12.675730 | 10210300350001 | Ladda upp en bild av detta fornminne      |
| Ås 53:1            | Hällristning |              | Ås, Västergötland   |          | 58.367634, 12.679569 | 10210300530001 | Ladda upp en bild av detta fornminne      |
| Ås 56:1            | Hällristning |              | Ås, Västergötland   |          | 58.360981, 12.679858 | 10210300560001 | Ladda upp en bild av detta fornminne      |
| Ås 57:1            | Hällristning |              | Ås, Västergötland   |          | 58.361863, 12.683888 | 10210300570001 | Ladda upp en bild av detta fornminne      |
| Ås 59:1            | Hällristning |              | Ås, Västergötland   |          | 58.349082, 12.668500 | 10210300590001 | Ladda upp en bild av detta fornminne      |
| Ås 60:1            | Hällristning |              | Ås, Västergötland   |          | 58.349364, 12.668205 | 10210300600001 | Ladda upp en bild av detta fornminne      |
| Ås 60:2            | Hällristning |              | Ås, Västergötland   |          | 58.349353, 12.668224 | 10210300600002 | Ladda upp en bild av detta fornminne      |
| Ås 60:3            | Hällristning |              | Ås, Västergötland   |          | 58.349455, 12.668180 | 10210300600003 | Ladda upp en bild av detta fornminne      |
| Ås 63:1            | Hällristning |              | Ås, Västergötland   |          | 58.344696, 12.668008 | 10210300630001 | Ladda upp en bild av detta fornminne      |
| Ås 63:2            | Hällristning |              | Ås, Västergötland   |          | 58.344740, 12.668113 | 10210300630002 | Ladda upp en bild av detta fornminne      |
| Ås 65:1            | Hällristning |              | Ås, Västergötland   |          | 58.336580, 12.666446 | 10210300650001 | Ladda upp en bild av detta fornminne      |
| Ås 66:1            | Stensättning |              | Ås, Västergötland   |          | 58.363600, 12.679450 | 10210300660001 | Ladda upp en bild av detta fornminne      |
| Ås 67:1            | Stensättning |              | Ås, Västergötland   |          | 58.363019, 12.679447 | 10210300670001 | Ladda upp en bild av detta fornminne      |
| Ås 69:1            | Hällristning |              | Ås, Västergötland   |          | 58.359308, 12.695206 | 10210300690001 | Ladda upp en bild av detta fornminne      |